# Pergendangen
Pergendangen is een bestuurslaag in het regentschap Karo van de provincie Noord-Sumatra, Indonesië. Pergendangen telt 1730 inwoners (volkstelling 2010).